# Верхівська сільська рада (Камінь-Каширський район)
Верхівська сільська рада — колишня адміністративно-територіальна одиниця та орган місцевого самоврядування у Камінь-Каширському районі Волинської області з адміністративним центром у с. Верхи.
Припинила існування 3 січня 2019 року через об'єднання в Гуто-Боровенську сільську громаду Волинської області. Натомість утворено Верхівський старостинський округ при Гуто-Боровенській сільській громаді.

## Населені пункти
Сільській раді підпорядковувались населені пункти:
- с. Верхи

## Населення
Згідно з переписом УРСР 1989 року чисельність наявного населення сільської ради становила 503 особи, з яких 233 чоловіки та 270 жінок.
За переписом населення України 2001 року в сільській раді мешкало 587 осіб.

### Мова
Розподіл населення за рідною мовою за даними перепису 2001 року:
| Мова       | Відсоток |
| ---------- | -------- |
| українська | 99,49 %  |
| російська  | 0,51 %   |

## Склад ради
Рада складається з 16 депутатів та голови.

## Керівний склад сільської ради
| ПІБ                        | Основні відомості                                                         | Дата обрання | Дата звільнення |
| -------------------------- | ------------------------------------------------------------------------- | ------------ | --------------- |
| Гошин Валентина Михайлівна | Сільський голова, 1956 року народження, освіта, член народної партії      | 26.03.2006   | 31.10.2010      |
| Гошин Валентина Михайлівна | Сільський голова, 1956 року народження, освіта вища, член народної партії | 31.10.2010   |                 |

Примітка: таблиця складена за даними джерела